# Lindenau (Rammingen)
Lindenau ist ein Weiler nördlich von Rammingen am Rand des Lonetals im baden-württembergischen Alb-Donau-Kreis, in der Nähe der Fundstätte des Löwenmenschen. Im Sprachgebrauch wird damit die Ausflugsgaststätte „Schlößle“ in dem Weiler bezeichnet.

## Geschichte
Schon lange vor der ältesten urkundlichen Erwähnung, im Jahre 1274 bzw. 1286, gab es Siedlungen an dem Ort, wo sich heute das landwirtschaftliche Anwesen und die Gastwirtschaft befinden. Prähistorische Funde sowie Münzen, Keramiken und Öllampen aus der römischen Kaiserzeit (15 v. Chr. bis 476 n. Chr.) beweisen es.
In unmittelbarer Nachbarschaft befinden sich im „Lehenhölzle“, einer bewaldeten Hochfläche auf dem Gemeindegebiet von Asselfingen nördlich von Lindenau oberhalb des Hohlensteins, die Mauerreste vierer römischer Gebäude und die einer Quellfassung. Sie werden, je nach Quellenlage, als ein ehemaliger römischer Gutshof (villa rustica), römische Station (mansio) oder eine römische Kultstätte gedeutet. Auch die Nutzung der Hohlensteinhöhlen durch die Römer lässt sich durch Funde belegen.
Es war zu Zeiten der Christianisierung, um ca. 500 n. Chr., üblich, dass ehemalige heidnische Orte für die Gründung von Klöstern und Kirchen ausgesucht wurden. Vermutlich waren also auch die römischen Überreste der Grund für die spätere Einrichtung des Klosters zur Lindenau.

### Erste Erwähnung und Aufbau des Klosters
Lindenau wird erstmals urkundlich 1286 anlässlich einer Schenkung Heinrich II von Burgau an das Kloster Kaisheim bei Augsburg erwähnt. Es wird von der Pfarrkirche und dem Pfarrhaus in Lindenau gesprochen. In dem bis heute existierenden Gebäude aus dem Jahr 1312 ist ein Stein mit eingeschlagener Jahreszahl 1274 zu finden. Man geht davon aus, dass die ersten Gebäude mindestens in diesem Jahr existierten, allerdings ohne eindeutige amtliche Hinweise.
Heinrich von Burgau war mit der Erbtochter Adelheid der Herren von Albeck verheiratet und kam somit in den Besitz der Herrschaft Albeck. Auch die Schwester der Adelheid, Hiltburg Gräfin von Löwenstein, schenkte Güter an Kaisheim. Die Tochter Heinrichs und Adelheids, Udelhild, heiratete 1291 den Grafen Rudolf von Werdenberg und so bekam er ihr Erbgut, die Herrschaft Albeck. Er klagte vor König Albrecht 1307 auf die Rückgabe der Güter von Kloster Kaisheim, musste aber darauf verzichten.
Ursprünglich war Lindenau ein Pfarrdorf, aber um 1300 herum soll es ein verlassener Flecken gewesen sein. Um 1330 war es dann wieder belebt und mit einem eigenen Pfarrer versorgt, einem Religiosen aus Kaisheim. 1350 verödete der Ort abermals durch die Pest und die letzten 4 Personen zogen nach Rammingen.
Auf Ansuchen des Abtes Bischof Marquard von Augsburg wurde die Kirche mit der von Rammingen verbunden, wodurch Streitigkeiten entstanden, die bis zum Ende des alten Reiches anhielten. Um 1460 schickte das Kloster wieder einen Religiosen, der eine Grangie, einen sogenannten Mönchhof, errichtete. Ebenso ließ er die Güter bebauen und die Kirche reparieren. Vermutlich ist Lindenau zur selben Zeit zum Wallfahrtsort geworden.

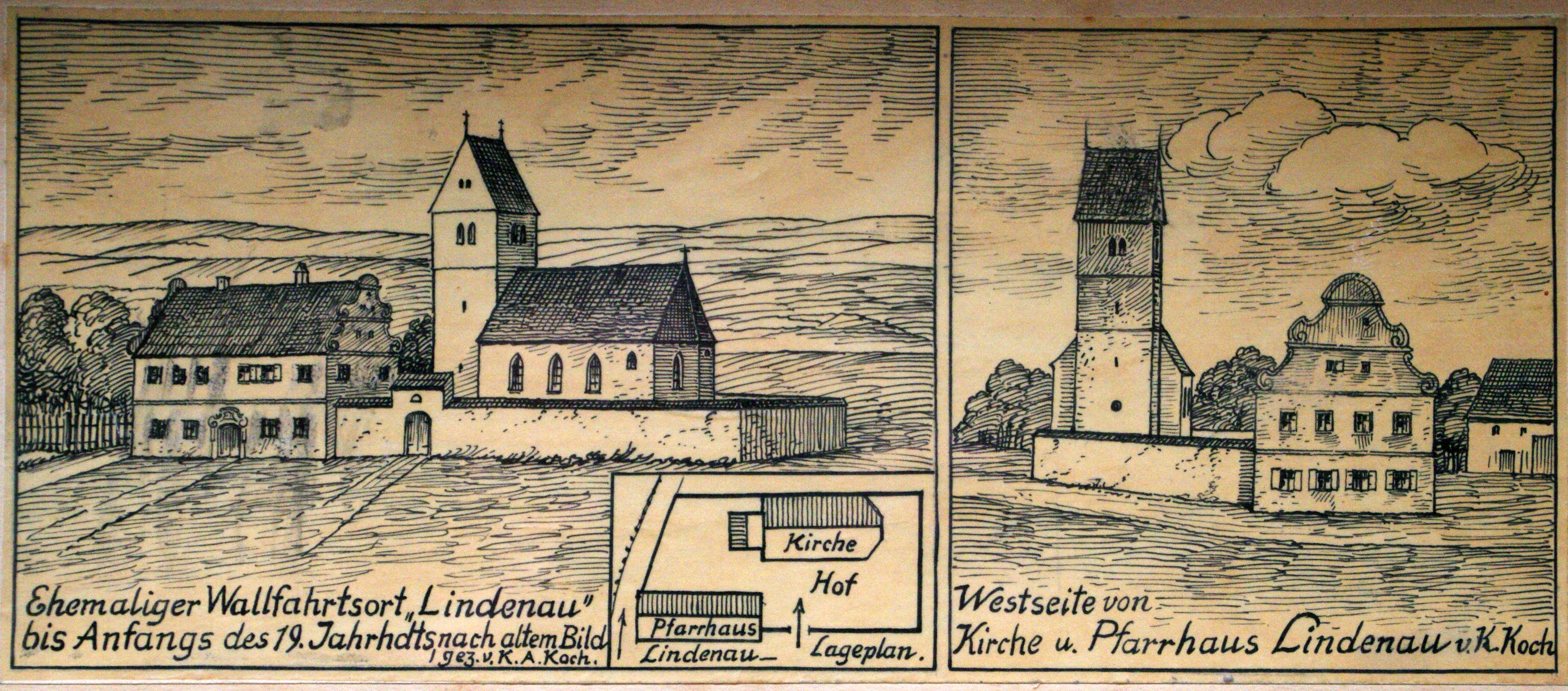
Anlage des Klosters Lindenau mit Kirche und Hospitium

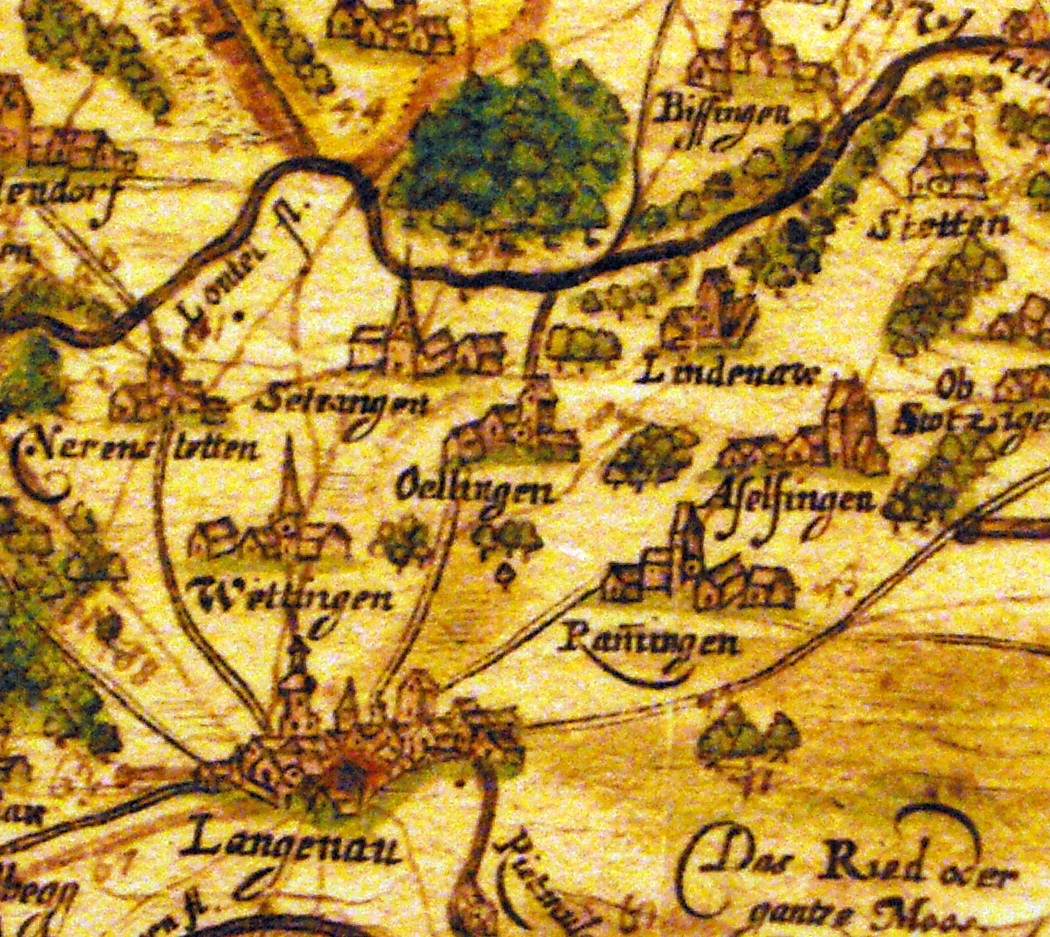
Ausschnitt aus der Bachmeyer Karte

Die von Johann Herkules Haid als schön beschriebene Kirche lag parallel zum heutigen Gebäude nach Nordwesten verschoben. Teile der Grundmauern sind noch im Wirtschaftshof sichtbar. Nach alten Karten aus dem Jahr 1653 und 1710 ist ein mittelalterlicher einschiffiger Bau mit Westturm und eingezogenem Chor anzunehmen. Dies gibt auch eine Lithografie von Koch aus dem Jahr 1903 so wieder, die im Heimatmuseum Langenau zu finden ist.
1523 wird Lindenau noch als Pfarrei genannt. 1525 wurde der Mönchhof im Bauernkrieg von Langenauer Bauern geplündert. Im Dreißigjährigen Krieg war er wegen der vorrückenden Schweden wieder verlassen. 1677 wird ein Bauer in Lindenau erwähnt. Anfang des 18. Jahrhunderts erfolgte dann eine neue Besiedelung durch den Meier Johannes Spegeli, der zunächst im baufälligen „Klösterle“, dem Hospitium, wohnte und später einen Meierhof erbaute.
Das Propsteihaus wurde um 1730 in barocker Form wiederhergestellt.

### Wallfahrtsort
Die Wallfahrt wurde vor der Reformation besonders von Gundelfingen und Lauingen aus vorgenommen, noch 1778 wurden diese Städte zur Wiederaufnahme dieses Brauches aufgefordert. Sie fand an jedem ersten Sonntag im Monat und an den Marienfesten statt. 1778 bestand eine Rosenkranzbruderschaft. Noch 1805 wird in Schriften die nun erloschene Wallfahrt als einst stark frequentiert bezeichnet.

### Auflösung des Klosters und Übergang in den Privatbesitz
Mit der Säkularisation fiel Lindenau 1803 an Bayern, 1810 an Württemberg.
1805 wurde im Zuge der Säkularisation alles verkauft, die Kirche, das Pfarr- und Mesnerhaus gingen an den Lindenauer Bauer, die Ausstattung der Kirche kam an verschiedene Stellen.

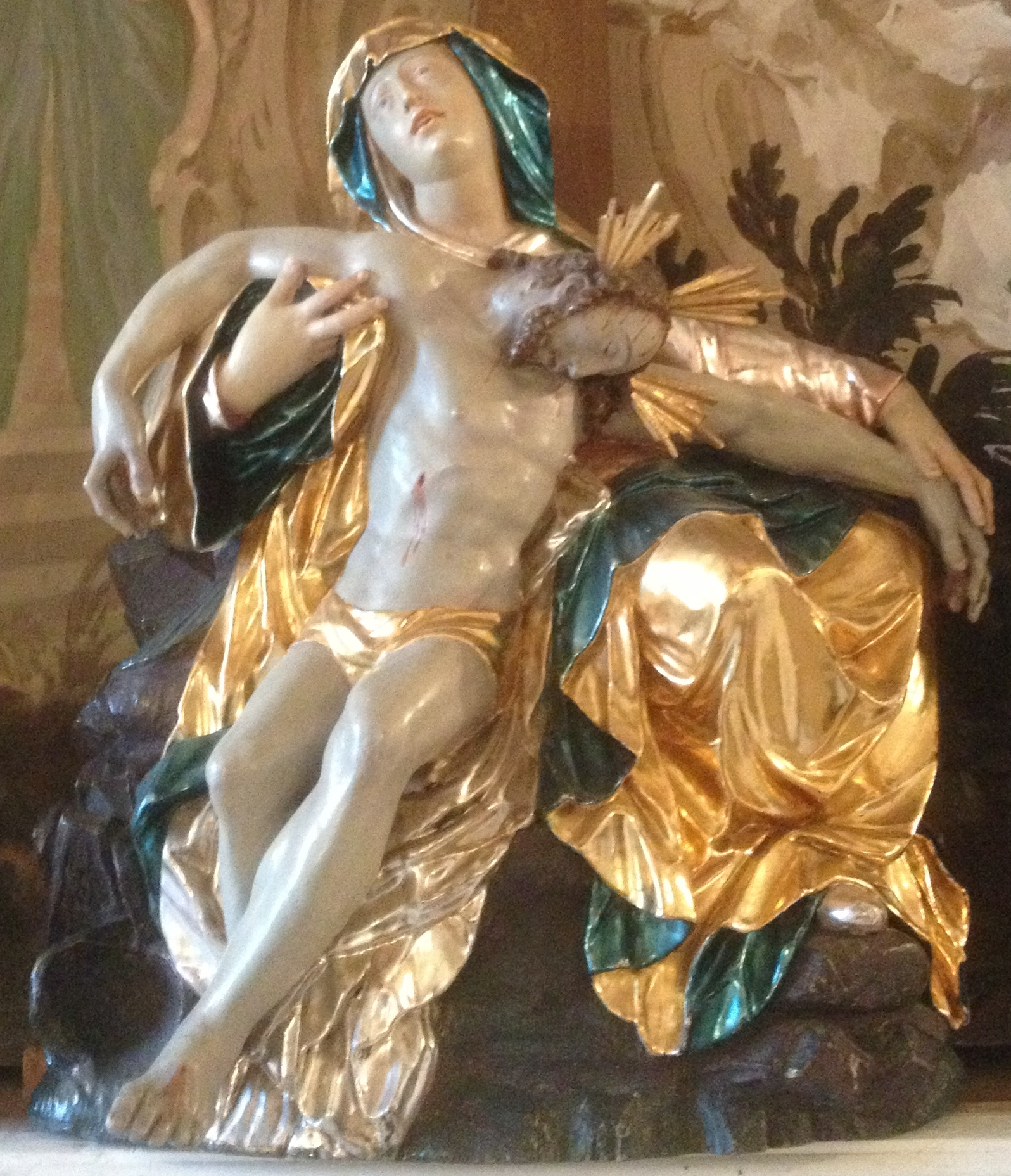
Maria mit Christus nach der Kreuzigung

Die Wallfahrtsstatue, eine Darstellung der Madonna mit dem toten Christus, befindet sich heute in der Sakristei der Klosterkirche in Oberelchingen und wird zum „Hohen Umgang“ in den Kirchenraum geholt.
Die drei Glocken sind heute in der Ramminger Kirche. Die große Marienglocke trägt die Inschrift „Marie zur Lindenau heiße ich …“. Sie diente unter anderem auch als Wetterglocke, um vor Unwetter zu warnen. Wolfgang Neidhard aus Ulm hat sie gegossen. Eine der beiden kleineren Glocken trägt das Relief der schmerzensreichen Madonna als Nachbildung des Lindenauer Gnadenbildes. Sie wurde von Ursus Laubscher aus Ingolstadt gegossen.
Die Orgel kam um 111 Gulden in die mittlere Kirche (Leonhardskirche) nach Langenau, die Uhr 1805 nach Ballendorf. Die Paramente und die Kanzel gingen in die Ramminger Georgskirche.
In den Folgejahren wurde die Kirche abgebrochen. Die gewonnenen Steine dienten dem Aufbau eines Viehstalls.
Das Pfarrhaus oder Hospitium war zeitweise im Besitz des Grafen Maldeghem und diente ihm als Jägerhaus. 1833 wurde es jedoch wieder an einen Bauern verkauft.

### Klosterapotheke

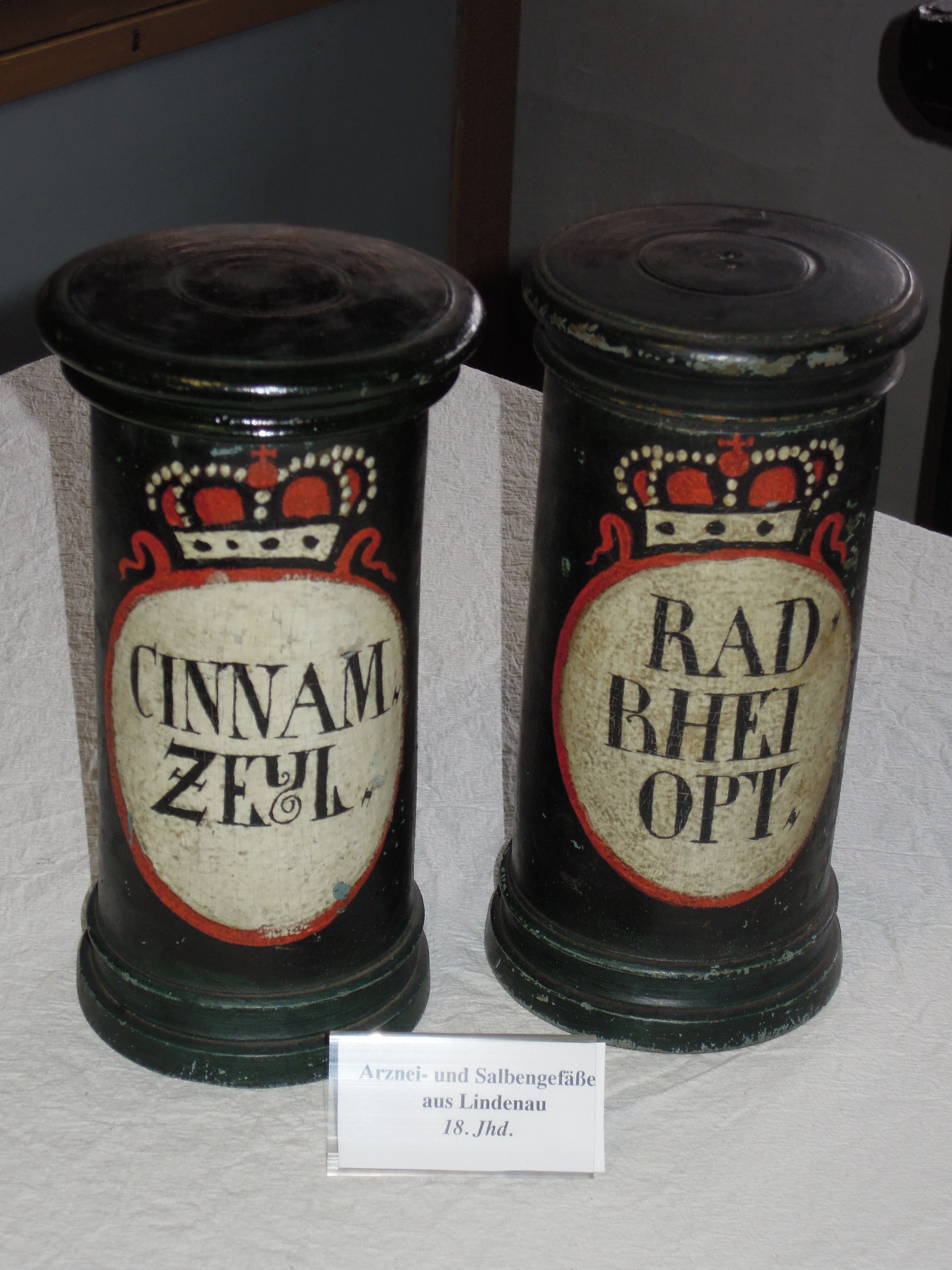
Arzneigefäße

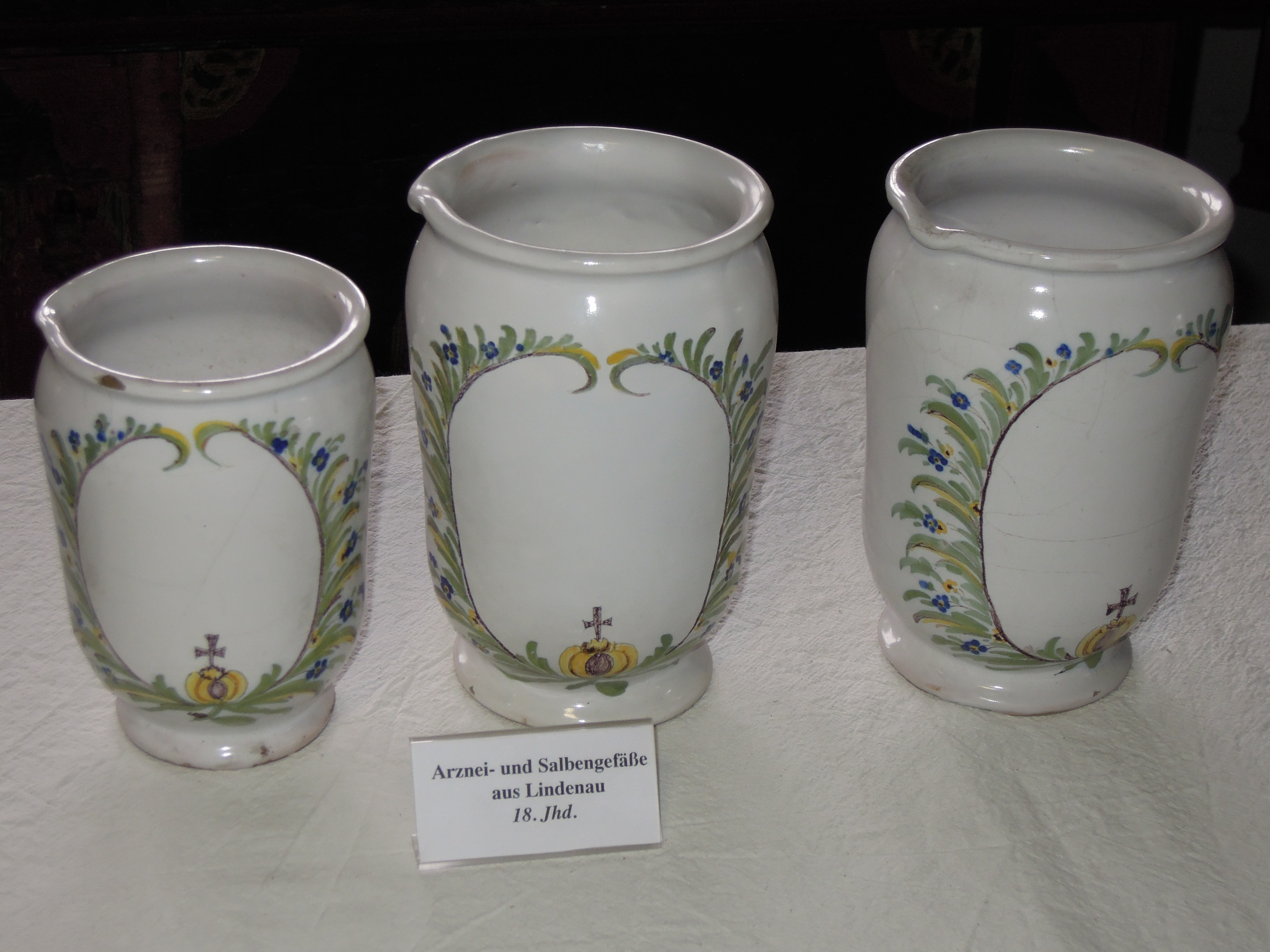
Salbentöpfe

In dem bis heute erhaltenen Gebäude (Hospitium oder Klösterle genannt) befand sich bis etwa 1650 eine Klosterapotheke. Sie diente zur Versorgung der Pilger, die zur Wallfahrt nach Lindenau kamen. Mit der Auflösung des Klosters im Jahr 1803 kam sie 1805 samt der Einrichtung an den Apotheker Gmehlin, der in Langenau eine Apotheke in der Nähe der Leonhardskirche einrichtete. Von 1850 bis etwa 1950 wurde die Apotheke in Langenau von der Familie Miller betrieben. Es folgte der Apotheker Hans Lunkenbein, der ein kleines Museum mit den Utensilien einrichtete. Im Jahr 1965 übernahm die Familie Krug die Apotheke nebst Einrichtung. Einige der alten Arzneigefäße aus Holz und Porzellan befinden sich heute im Langenauer Heimatmuseum bzw. im Besitz des Apothekers Dr. Anton Krug.

## Anekdote
Die Ausflugsgaststätte wurde früher im Nebenerwerb zur Landwirtschaft betrieben.
Mancher Gast kennt vielleicht noch Rainer Steegers Mutter. Zu deren Lebzeiten hing in der Wirtschaft immer ein Zettel, dass man hinten im Stall nach ihr rufen solle, wenn sie nicht in der Wirtschaft sei. Ebenso verabschiedete sich die Wirtin zur Melkzeit von den Gästen mit der Bemerkung, dass man sie ja rufen könne. „Bei meiner Mutter“, so erinnert sich Steeger, „hat immer jeder etwas bekommen.“